# Västmanlands län
Västmanlands län är ett av Sveriges län, beläget i Svealand och vars residensstad är Västerås.
Västmanlands läns valkrets utgör valkrets vid riksdagsval i Sverige. 
Länet hette tidigare Västerås län, vilket också var namnet på slottslänet som fanns före länsreformen 1634.

## Geografi
Länet omfattar den östra delen av landskapet Västmanland, samt mindre delar av angränsande landskap. Länet består av 10 kommuner.

## Styre och politik

### Administrativ indelning

#### Kommuner
| - Arboga - Fagersta - Hallstahammar - Kungsör | - Köping - Norberg - Sala - Skinnskatteberg | - Surahammar - Västerås |

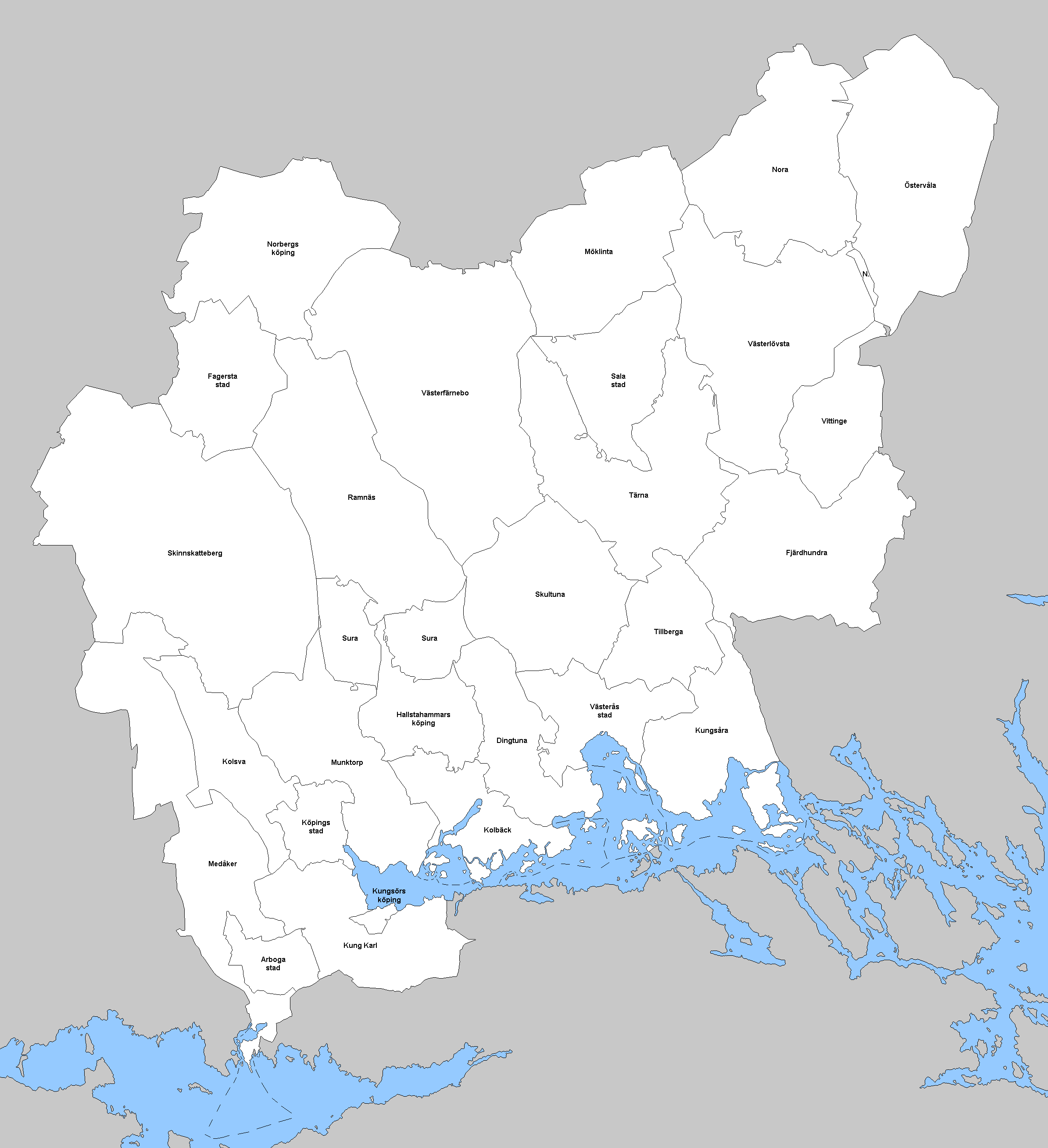
Kommuner i Västmanlands län 1952. Notera att länsgränsen har ändrats sen dess. Del av Glanshammars landskommun (Götlunda församling) mottogs från Örebro län på 1970-talet. Samtidigt överfördes Fjärdhundra landskommun till Uppsala län och blev en del av Enköpings kommun. År 2007 överfördes också Heby kommun (på kartan är detta Östervåla, Vittinge, Västerlövsta och Nora) till Uppsala län.

Vid årsskiftet 2006/2007 överfördes Heby kommun till Uppsala län.

## Befolkning

### Demografi

#### Tätorter
De största tätorterna i länet enligt SCB:
| Nr | Tätort        | Folkmängd (31 december 2018) |
| -- | ------------- | ---------------------------- |
| 1  | Västerås      | 122 953                      |
| 2  | Köping        | 18 887                       |
| 3  | Sala          | 13 670                       |
| 4  | Fagersta      | 12 021                       |
| 5  | Hallstahammar | 11 235                       |
| 6  | Arboga        | 11 031                       |
| 7  | Surahammar    | 6 394                        |
| 8  | Kungsör       | 6 164                        |
| 9  | Norberg       | 4 625                        |
| 10 | Skultuna      | 3 342                        |

Residensstaden är i fet stil

#### Befolkningsutveckling
| Befolkningsutvecklingen i Västmanlands län 1970–2024                                     | Befolkningsutvecklingen i Västmanlands län 1970–2024 | Befolkningsutvecklingen i Västmanlands län 1970–2024 | Befolkningsutvecklingen i Västmanlands län 1970–2024 | Befolkningsutvecklingen i Västmanlands län 1970–2024 |
| ---------------------------------------------------------------------------------------- | ---------------------------------------------------- | ---------------------------------------------------- | ---------------------------------------------------- | ---------------------------------------------------- |
|                                                                                          |                                                      |                                                      |                                                      |                                                      |
| År                                                                                       |                                                      |                                                      | Invånare                                             |                                                      |
| 1970                                                                                     | 1970                                                 |                                                      | 261 592                                              | 261 592                                              |
| 1975                                                                                     | 1975                                                 |                                                      | 259 921                                              | 259 921                                              |
| 1980                                                                                     | 1980                                                 |                                                      | 259 538                                              | 259 538                                              |
| 1985                                                                                     | 1985                                                 |                                                      | 254 761                                              | 254 761                                              |
| 1990                                                                                     | 1990                                                 |                                                      | 258 487                                              | 258 487                                              |
| 1995                                                                                     | 1995                                                 |                                                      | 261 101                                              | 261 101                                              |
| 2000                                                                                     | 2000                                                 |                                                      | 256 889                                              | 256 889                                              |
| 2005                                                                                     | 2005                                                 |                                                      | 261 391                                              | 261 391                                              |
| 2010                                                                                     | 2010                                                 |                                                      | 252 756                                              | 252 756                                              |
| 2015                                                                                     | 2015                                                 |                                                      | 264 276                                              | 264 276                                              |
| 2020                                                                                     | 2020                                                 |                                                      | 277 141                                              | 277 141                                              |
| 2024                                                                                     | 2024                                                 |                                                      | 281 158                                              | 281 158                                              |
| Källa: SCB - Folkmängd efter region och tid. Heby kommun överförd till Uppsala län 2007. |                                                      |                                                      |                                                      |                                                      |

## Kultur

### Traditioner

#### Kultursymboler och viktiga personligheter
Länsvapnet
Blasonering: I fält av silver ett blått, uppskjutande treberg med tre röda lågor.
Länsstyrelsen hade av hävd brukat Västmanlands landskapsvapen, trots att enheterna inte sammanfaller. Således fastställdes det som länsvapen 1943.